# Poachelas striatus
Poachelas striatus là một loài nhện trong họ Trachelidae.
Loài này thuộc chi Poachelas. Poachelas striatus được miêu tả năm 2008 bởi Haddad & Lyle.